# Station Zeebrugge-Vorming
Station Zeebrugge-Vorming (voorheen Zeebrugge-Centraal en Zeebrugge-West) is een rangeerstation langs de spoorlijnen 51A en 51A/1 in de haven van Brugge-Zeebrugge. Het station telt twee bundels - A en B - met respectievelijk 9 en 19 sporen. Vanaf 2009 werden deze twee bundels omgevormd tot één vormingsbundel met 30 rangeersporen. In het verlengde van deze bundel is ter hoogte van het dorp Zwankendamme een nieuwe aankomst- en vertrekbundel met 10 sporen aangelegd, die in de toekomst tot 24 sporen zal uitgebreid worden. Hiervoor moest het station Zwankendamme verdwijnen.